# 土豪
土豪（どごう）とは、広義には広域を支配する領主や在地の大豪族に対して、特定の「土地の小豪族」を指す。
土豪という用語は、室町・戦国期に頻出する歴史用語であるが、大和朝廷時代の歴史用語として、地方首長である国造層を指す語としても使用されている。
下記は日本、特に中世期の土豪を中心とした説明である。

## 地侍など兵農未分離の層
古い資料には地侍や｢名字の百姓｣などという言い方で現れる。武士の中では下位で、侍でもあり百姓でもあるという兵農未分離の状態という意味である。兵農分離が進み、武家として存在していても弱小の場合、土豪（狭義）と言う。

## 地侍の主筋を含む場合
また、広義の場合には、豪族（大豪族）が中央から下ったか、在地かはともかく、その地域で、数郡を支配する大勢力を有したのに対し、一般にその傘下にあるか、あるいは独立した在地の数村を支配する小規模の豪族である、地頭やその系譜をひく国人領主の家臣或いは被官たる者で地侍の主筋になる在地領主をも含む概念。